# Europese kampioenschappen judo 2004
De Europese kampioenschappen judo 2004 waren de vijftiende editie van de Europese kampioenschappen judo en werden gehouden in Boekarest, Roemenië, van vrijdag 14 mei tot en met zondag 16 mei 2004. 

## Resultaten

### Mannen
| Gewichtsklasse | Goud            | Zilver           | Brons                                 |
| -------------- | --------------- | ---------------- | ------------------------------------- |
| – 60 kg        | Ludwig Paischer | Revazi Zidiridis | Armen Nazarjan Evgeni Stanev          |
| – 66 kg        | Bektaş Demirel  | Elchin Ismaylov  | Benjamin Darbelet Óscar Peñas         |
| – 73 kg        | Kioshi Uematsu  | Yoel Razvozov    | David Kevkhishvili Vsevolods Zeļonijs |
| – 81 kg        | Ilias Iliadis   | Ole Bischof      | Ricardo Echarte Dmitri Nossov         |
| – 90 kg        | Francesco Lepre | Mark Huizinga    | Valentyn Grekov Khasanbi Taov         |
| – 100 kg       | Ariel Ze'evi    | Antal Kovács     | Ghislain Lemaire Michele Monti        |
| + 100 kg       | Selim Tataroğlu | Indrek Pertelson | Tamerlan Tmenov Dennis van der Geest  |

### Vrouwen
| Gewichtsklasse | Goud              | Zilver            | Brons                                  |
| -------------- | ----------------- | ----------------- | -------------------------------------- |
| – 48 kg        | Alina Dumitru     | Tatiana Moskvina  | Frédérique Jossinet Nynke Klopstra     |
| – 52 kg        | Ioana Maria Aluaş | Ilse Heylen       | Telma Monteiro Petra Nareks            |
| – 57 kg        | Isabel Fernández  | Sophie Cox        | Cinzia Cavazzuti Natalia Yukhareva     |
| – 63 kg        | Sara Álvarez      | Aneta Szczepańska | Sarah Clark Yulia Kuzina               |
| – 70 kg        | Edith Bosch       | Cecilia Blanco    | Andrea Pažoutová Raša Sraka            |
| – 78 kg        | Jenny Karl        | Lucia Morico      | Anastasiya Matrosova Esther San Miguel |
| + 78 kg        | Maryna Prokofyeva | Karina Bryant     | Katrin Beinroth Tsvetana Bozhilova     |

## Medaillespiegel
| Plaats | Land                | Goud | Zilver | Brons | Totaal |
| 1      | Spanje              | 3    | 1      | 3     | 7      |
| 2      | Roemenië            | 2    | 0      | 0     | 2      |
| 2      | Turkije             | 2    | 0      | 0     | 2      |
| 4      | Italië              | 1    | 1      | 2     | 4      |
| 4      | Nederland           | 1    | 1      | 2     | 4      |
| 6      | Duitsland           | 1    | 1      | 1     | 3      |
| 7      | Griekenland         | 1    | 1      | 0     | 2      |
| 7      | Israël              | 1    | 1      | 0     | 2      |
| 9      | Oostenrijk          | 1    | 0      | 0     | 1      |
| 10     | Verenigd Koninkrijk | 0    | 2      | 1     | 3      |
| 11     | Azerbeidzjan        | 0    | 1      | 0     | 1      |
| 11     | België              | 0    | 1      | 0     | 1      |
| 11     | Estland             | 0    | 1      | 0     | 1      |
| 11     | Hongarije           | 0    | 1      | 0     | 1      |
| 11     | Polen               | 0    | 1      | 0     | 1      |
| 16     | Rusland             | 0    | 0      | 6     | 6      |
| 17     | Frankrijk           | 0    | 0      | 3     | 3      |
| 18     | Slovenië            | 0    | 0      | 2     | 2      |
| 18     | Oekraïne            | 0    | 0      | 2     | 2      |
| 20     | Armenië             | 0    | 0      | 1     | 1      |
| 20     | Bulgarije           | 0    | 0      | 1     | 1      |
| 20     | Tsjechië            | 0    | 0      | 1     | 1      |
| 20     | Georgië             | 0    | 0      | 1     | 1      |
| 20     | Letland             | 0    | 0      | 1     | 1      |
| 20     | Portugal            | 0    | 0      | 1     | 1      |
| Totaal | Totaal              | 14   | 14     | 28    | 56     |